# Suzuki GSX 750 F
Suzuki GSX 750 F ist ein Motorrad des japanischen Herstellers Suzuki, das in mehreren Versionen gebaut wurde. Es zählt zu den Sporttourern.

GSX 750 F AK11

## Allgemeines
Die erste der Modellreihe war die Suzuki GSX 750 ES / EF  GR 72 A und wurde von 1983 bis 1988 halbverschalt geliefert und ab 1984 – analog der GSX 1100 EF – um eine vollverkleidete EF-Version ergänzt.
Als Nachfolger wurde die von 1989 bis 1997 die 750 F-GR 78 A und mit stärkerem Motor die GSX-R 750 angeboten.
Die letzte Ausführung hatte den Herstellerschlüssel 750 F AK11 und wurde von 1998 bis 2002 gefertigt. Die Suzuki GSX 600 F entspricht, bis auf den kleineren Hubraum, der GSX 750 F ab Einführung der Modelle 750 F-AK und 600 F-AJ. Die vorherigen Modelle verfügen ebenfalls über ein ähnliches Design, jedoch hat das 750er Modell eine andere Heckleuchte.

## Abmessungen, Gewichte
| Type                              | 78A                                | AK11          |
| --------------------------------- | ---------------------------------- | ------------- |
| Baujahr                           | 1989–1997                          | 1998–2002     |
| Höchstgeschwindigkeit             | 230 km/h                           | 223 km/h      |
| Verbrauch (Normalbenzin)          | 5,33 l / 100 kmv                   | 6 l/100 km    |
| Leistung                          | 98 PS (72 kW), auch 101 PS (74 kW) | 92 PS (68 kW) |
| Beschleunigung von 0 auf 100 km/h | 3,52                               | 4,1 s         |
| Gewicht                           | 209 kg                             | 201 kg        |
| Länge                             | 2135 mm                            | 2135 mm       |
| Breite                            | 730 mm                             | 750 mm        |
| Höhe                              | 1180 mm                            | 1190 mm       |
|                                   |                                    |               |

## Motor
- Viertakt-Vierzylinder-Reihenmotor
- Luft-/Ölgekühlt
- Vier Ventile pro Zylinder
- Bohrung × Hub 70 mm × 48,7 mm
- Hubraum 748 cm3
- Verdichtung 10,7:1
- Vier Mikuni-Gleichdruckvergaser 36 mm
- Elektrostarter
- Sechsganggetriebe
- Endantrieb über Dichtringkette

## Fahrwerk
- Doppelschleifen-Stahlrohrrahmen
- Vorn Telegabel, Durchmesser 41 mm
- Federweg 130 mm
- Hinten Stahlkastenschwinge mit Monofederbein, voll einstellbar, Federweg 142 mm
- Bereifung vorn 120/70 ZR 17, hinten 150/70 ZR 17
- Doppelscheibenbremse vorn, Durchmesser 290 mm
- Scheibenbremse hinten, Durchmesser 240 mm
- Radstand 1465 mm
- Sitzhöhe 790 mm
- Tankinhalt 20 Liter

## Bildergalerie

Suzuki GSX-F 750
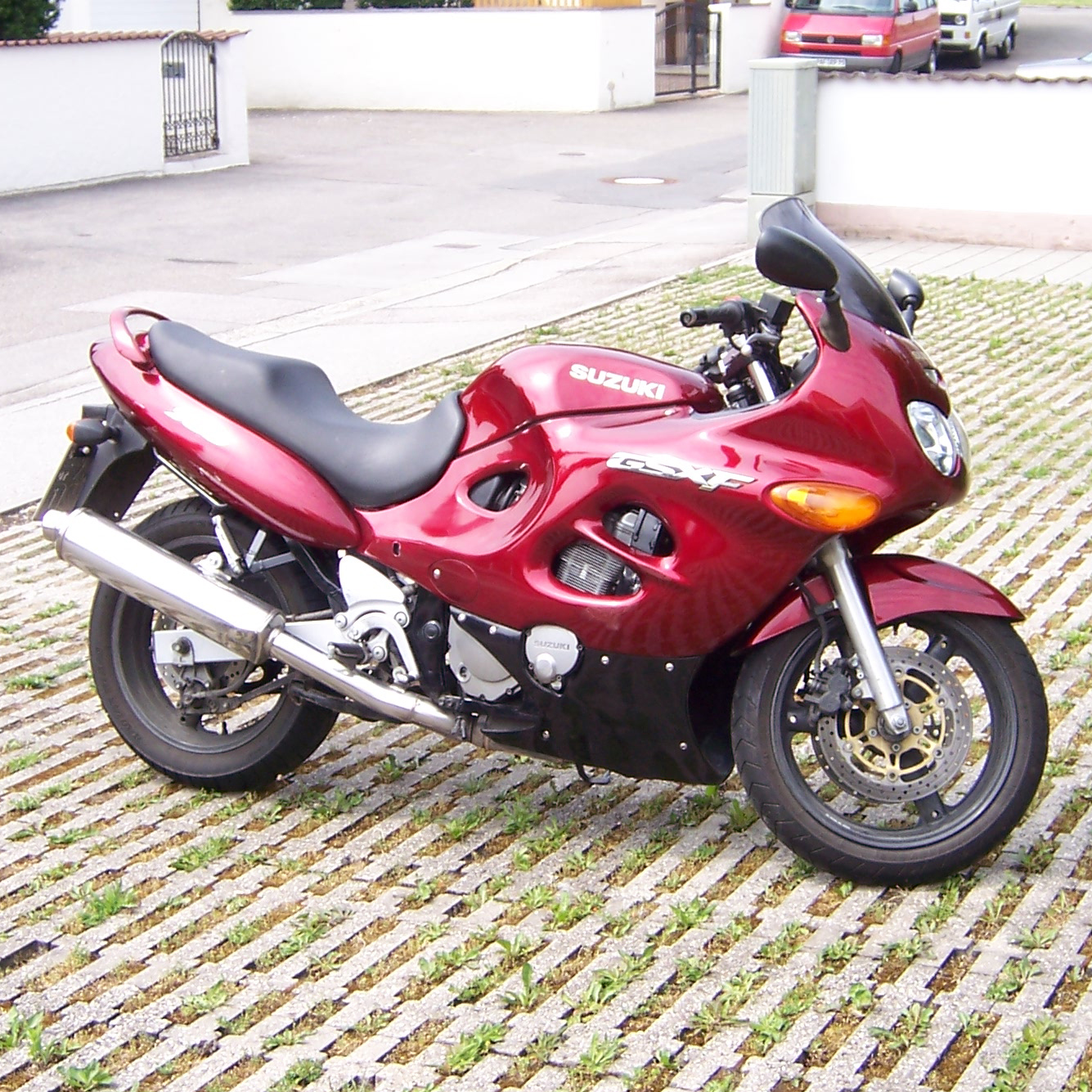
Suzuki GSX-F 750 (Baujahr 2001)
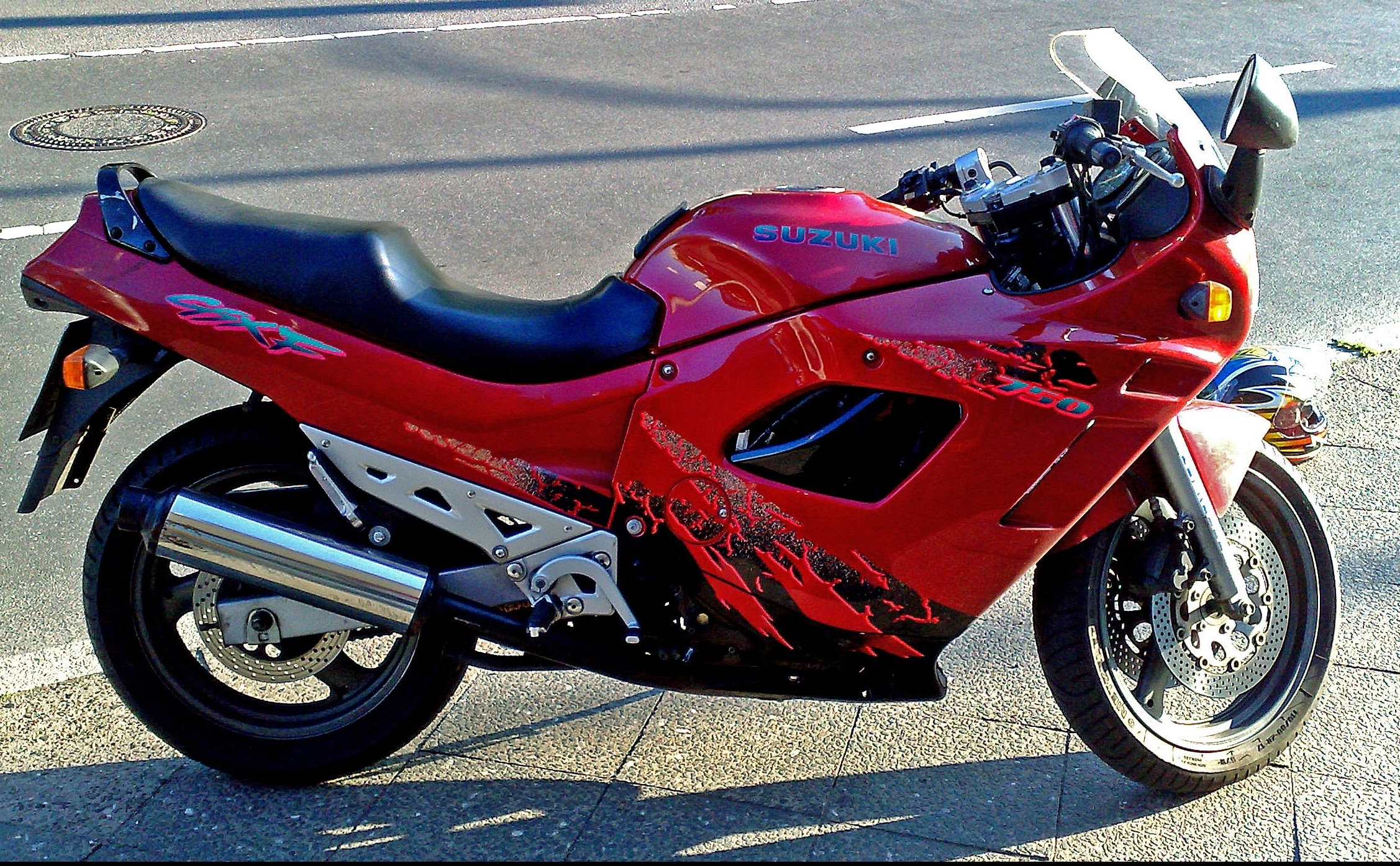
Suzuki GSX-750F (1995)